# Ilha de Tidra
A ilha de Tidra ou Ilha Tidra é uma ilha ao largo do banco de Arguin, no parque nacional do Banco de Arguim, na Mauritânia. Mede aproximadamente 28 por 8 km. Abedalá ibne Iacine fundou uma arrábita (convento militar) em 1035, que esteve à origem do Império Almorávida.